# ایمپریال ایگل (کشتی)
ایمپریال ایگل (کشتی) (به انگلیسی: Imperial Eagle (ship)) یک کشتی بریتانیایی بود.